# Замок Вилькингхеге
Замок Вилькингхеге (нем. Schloss Wilkinghege) — бывший замок на воде в районе Киндерхауз вестфальского города Мюнстер; укрепление на этом месте впервые упоминается в документах за 1311 года, а современное здание в стиле позднего Ренессанса было возведено в 1550 году. С 1955 года в помещениях замка, являющегося памятником архитектуры, располагается отель с полем для гольфа.